# Sjöbergagölen, Östergötland
Sjöbergagölen är en sjö i Åtvidabergs kommun i Östergötland och ingår i Motala ströms huvudavrinningsområde. Sjön har en area på 0,064 kvadratkilometer och ligger 77,2 meter över havet.

## Delavrinningsområde
Sjöbergagölen ingår i det delavrinningsområde (646779-150830) som SMHI kallar för Utloppet av Värnässjön. Medelhöjden är 76 meter över havet och ytan är 29,26 kvadratkilometer. Det finns inga avrinningsområden uppströms utan avrinningsområdet är högsta punkten. Vattendraget som avvattnar avrinningsområdet har biflödesordning 3, vilket innebär att vattnet flödar genom totalt 3 vattendrag innan det når havet efter 88 kilometer. Avrinningsområdet består mestadels av skog (43 procent), öppen mark (14 procent) och jordbruk (35 procent). Avrinningsområdet har 1,93 kvadratkilometer vattenytor vilket ger det en sjöprocent på 6,6 procent.